# Samsung Galaxy J
El Samsung Galaxy J es un teléfono inteligente fabricado por Samsung Mobile con sistema operativo Android. El dispositivo fue originalmente desarrollado por DoCoMo en 2013 y una versión en Taiwán en diciembre de 2013. El dispositivo tiene un procesador Snapdragon 800 quad-core con 2.3 GHz y 3 GB de RAM con una pantalla Full HD Super AMOLED.

## Especificaciones

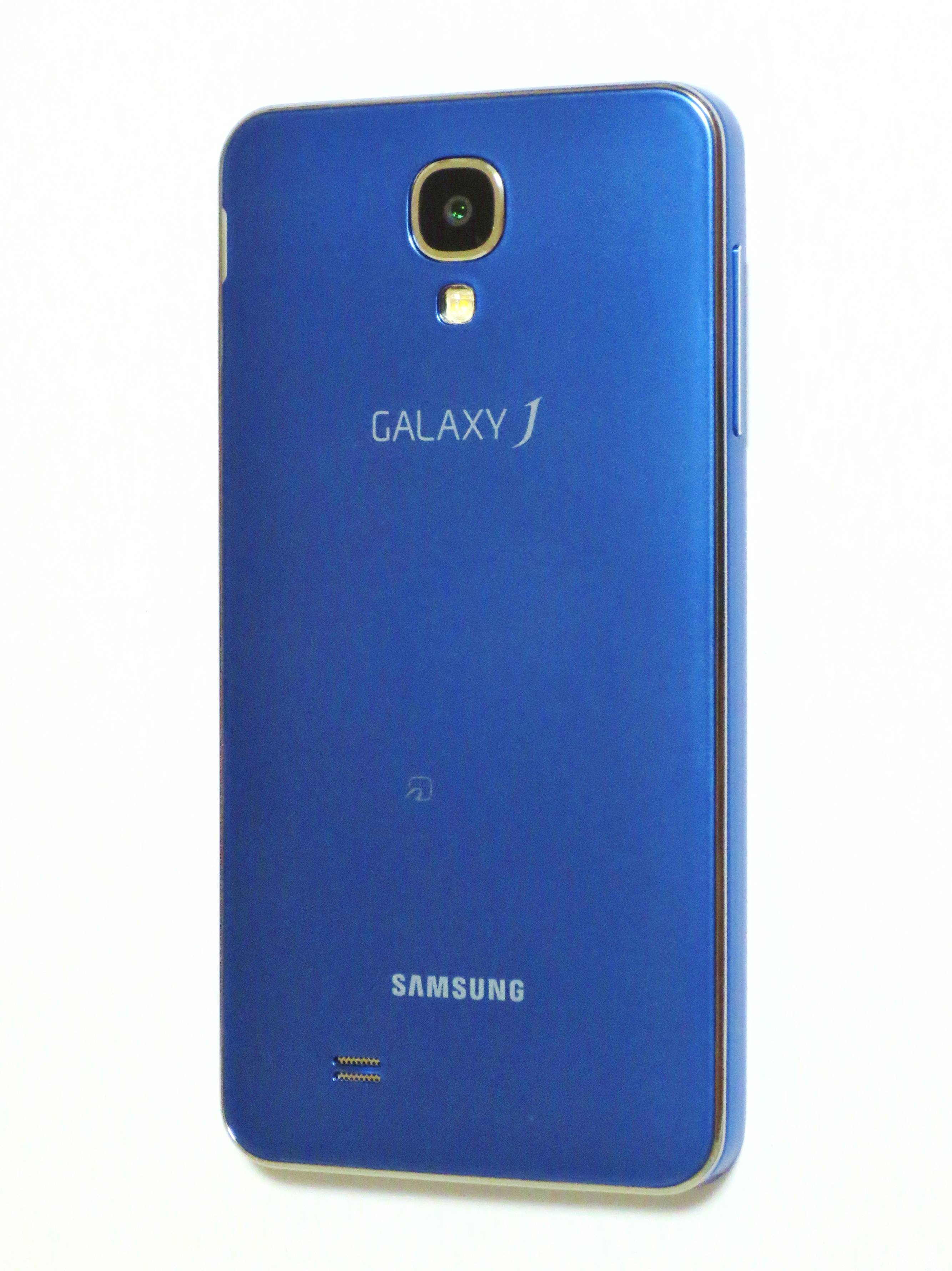
SC-02F

### Hardware
El dispositivo tiene un SoC Qualcomm Snapdragon 800 con un procesador de 2.3 GHz y un procesador gráfico Adreno 330 y 3 GB de RAM, tiene 32 GB de almacenamiento interno con una batería de 2600 mAh. El Galaxy J tiene una pantalla de 5 pulgadas con Full HD Super AMOLED e incluye una cámara de 13.2 MP (delantera) y 2.1 MP (frontal). El dispositivo no soporta USB 3.0 como lo es Samsung Galaxy Note 3.

### Software
El dispositivo tiene Android 4.2 Jelly Bean y se puede actualizar a Android 5.0 Lollipop.